# Andreu Martín i Farrero
Andreu Martín i Farrero   (Barcelona, 9 de maig de 1949) és un escriptor, guionista i traductor català.

## Biografia
Andreu Martín, va néixer a Barcelona el 1949, va estudiar la carrera de psicologia, però no va arribar a exercir, ja que des de molt jove va començar a escriure guions de còmics, per Editorial Grijalbo i per Editorial Bruguera, a revistes de còmic com; Gran Pulgarcito, Mortadelo, El DDT i Tío Vivo entre d'altres. Per la mateixa editorial va fer adaptacions literaries per Joyas Literarias Juveniles i historietes d'aventures per Mortadelo Especial o Super Ases. Pel còmic femení va escriure els guions de la sèrie Emma es encantadora, juntament amb Francisco Pérez Navarro, i amb dibuixos de Trini Tinturé, editat a la revista Lily. La seua col·laboració més recordada per Bruguera van ser els guions per a la sèrie detectivesca de Raf, Sir Tim O'Theo.
Després de fer el servei militar a Eivissa, va treballar com a guionista de còmics per a l'Editorial Bruguera fins al 1979. Escrivia historietes per a Gran Pulgarcito, Mortadelo, Sacarino, Trinca, Cavall Fort, Zona 84, Rumbo Sur, El Víbora, etc.
El 1975 treballa com a delegat general per a les edicions de Grijalbo Mondadori Junior, amb qui tradueix del francès els còmics de Jean-Michel Charlier. Després comença a col·laborar amb revistes catalanes, espanyoles i franceses com ara Destino, Cambio 16, Tiempo, Gimlet, Comix Internacional, Metropol, Penthouse, El Jueves, Totem o Cimoc. El 1977 funda amb uns amics la revista de còmics Troya-Trocha, amb la qual crea, al costat de la seva ex esposa, la il·lustradora argentina Mariel Soria, el popular personaje de l'inspector Sam Ballunga.
El 1979 s'editen les seves dues primeres novel·les (Aprende y calla i El señor Capone no está en casa), escrites bastants anys enrere. Les dues novel·les següents es publiquen també a Sedmay, amb prou feines un any més tard: A la vejez, navajazos i Prótesis (premi Círculo del Crimen de l'editorial i traslladada a la pantalla gran per Vicente Aranda amb el títol de Fanny Pelopaja l'any 1983). Des d'aleshores publica amb assiduïtat novel·les policíaques i literatura juvenil, de vegades en companyia de Jaume Ribera, amb qui va crear el famós personatge juvenil d'en Flanagan, un jove que resol encàrrecs detectivescos dels companys de classe i amb qui ha conquerit el Premio Nacional de literatura infantil y juvenil. Aquest personatge compta amb una llarga trajectòria des de la primera obra, No demanis llobarro fora de temporada.
Com a guionista de cinema ha escrit Estoy en crisis (1982) i El Caballero del Dragón (1982), per al director Fernando Colomo. També és seva Barcelona Connection (1987) per a Miquel Iglesias Bonns, i que acabaria transformant en una de les seves novel·les de més èxit. El 1990 va debutar com a director amb la peça Sauna, basada en una novel·la homònima de Maria Jaén. A finals dels vuitanta va signar els guions televisius de Pájaro en una tormenta (adaptació de la novel·la d'Isaac Montero, emesa per TVE el 1987) i de Crònica negra (sèrie de tretze capítols basada en relats propis i emesa per TV3 de 1988 a 1989). Per a TV3 escriuria més endavant, amb col·laboració amb altres autors, Unes vacances tranquil·les (emès el 1990) i les sèries Estació d'enllaç (140 episodis emesos de 1995 a 1997) i Laberint d'ombres (més de 300 capítols de mitja hora emesos entre 1998 i 2000).
En aquesta dècada va escriure per al Putiferi i Etc., etc.. En la dècada següent, firma Un cel de sorra i Boig per si de cas. El 2002 crea Joc.
Els seus inicis en la novel·la juvenil són al costat de Juan José Sarto, en una sèrie de rerefons ecologista: La Naturaleza en peligro (Salvemos la Antártida, S.O.S., Canguros, Infierno Forestal i Operación 20 Tigres). Després, amb Jaume Ribera, comencen la saga del detectiu adolescent Flanagan. La sèrie Flanagan, d'enorme èxit en diversos idiomes, consta de tretze novel·les publicades i ha aconseguit alguns premis: Columna Jove (1994) per Flanagan de luxe i premi de la Crítica Serra d'Or (1997) per Flanagan Blues Band. Dins la sèrie Flanagan, destaca també El diari vermell d'en Flanagan (escrita amb Jaume Ribera) en què el personatge del jove detectiu descobreix la sexualitat al costat de la Carlota (el personatge creat per Gemma Lienas), que explica la seva versió dels fets a El diari vermell de la Carlota.
En solitari també ha publicat literatura juvenil: Pulpos en un garaje, Cero a la izquierda, El amigo Malaspina, El viejo que jugaba a matar indios o les sèries dels personatges Tres Catorze i Gregorio Miedo. La novel·la Mentiras de verdad (1990), possiblement autobiogràfica, també pertany al gènere i li permet fer una incursió en el western, la novel·la d'humor o la novel·la històrica.
Les seves novel·les per a adults més recents són: Espera, ponte así (2001), de gènere eròtic i guardonat amb el premi "La sonrisa vertical"; Bellíssimes persones (2000) i les memòries fictícies de Corpus delicti (2002), que recreen històries criminals extretes de la realitat; Jutge i part (2002) narra la mateixa història des de quatre punts de vista i, per acabar, Cop a la Virreina (2004), escrita amb Carles Quílez, una novel·la on predomina l'acció.
És destacable la col·lecció d'Assassinats en clau de jazz, en la qual una intrèpida banda de jazz viu una sèrie d'aventures sempre acompanyada de la música de Dani Nel·lo que s'inclou amb un CD.
No obstant, una de les obres d'Andreu Martín que més bones crítiques ha recollit ha estat Barcelona Tràgica, publicada en català per Ara Llibres, narra els fets de la setmana tràgica de Barcelona.
La seva obra ha estat traduïda a l'alemany, francès, italià, lituà, holandès, basc i bable.

## Obra[calcitació]

### Novel·la per a adults
- 1982 Por amor al arte
- 1984 El caballo y el mono
- 1986 El día menos pensado
- 1987 Crims d'aprenent
- 1988 Crònica Negra
- 1988 Història de mort
- 1989 El que persigue al ladrón
- 1989 Cuidados intensivos
- 1989 La otra gota de agua
- 1989 Deixeu-me en pau
- 1990 Lo que más quieras
- 1990 El Sr. Capone no está en casa
- 1990 Jesús a l'infern
- 1991 Amores que matan, ¿y qué?
- 1992 La camisa del revés
- 1992 A navajazos
- 1992 A martillazos
- 1995 Jugar a matar
- 1996 Jutge i part
- 1996 Fantasmes quotidians
- 1997 L'home que tenia raor
- 1997 Per l'amor de Déu
- 1998 Pròtesi
- 1998 Muts i a la gàbia
- 1998 Si és no és
- 1998 Barcelona Connection
- 2000 Bellíssimes persones
- 2003 Amb els morts no s'hi juga (amb Jaume Ribera)
- 2004 Cop a la Virreina
- 2004 Joc de claus (amb Jaume Ribera)
- 2005 La monja que va perdre el cap (amb Jaume Ribera)
- 2006 El blues del detectiu immortal
- 2007 El blues de la setmana més negra
- 2009 Barcelona tràgica, ambientada en la Setmana Tràgica del 1909[4]
- 2009 El blues d'una sola rajola
- 2010 Si hay que matar, se mata Reedició
- 2011 Cabaret Pompeya[5] (Edicions 62)
- 2013 Societat Negra
- 2014 Les escopinades dels escarabats
- 2016 La violència justa
- 2017 El lado oscuro
- 2018 L'Harem del Tibidabo (Editorial Alrevés)
- 2020 La favorita de l'Harem
- 2021 Ara direu que estic boig[6]
- 2021 Policies (amb Joan Miquel Capell).
- 2023 La quarta noia per l'esquerra.
- 2024 Allò que només passa als altres.
- 2024 Diners per als morts
- 2025 Tot anava bé fins ara (amb Joan Miquel Capell)

### Narrativa per a nois i noies
- 1987 Salvem l'Antàrtida (amb J.J. Sarto)
- 1987 S.O.S. cangurs (amb J.J. Sarto)
- 1987 Infern forestal (amb J.J. Sarto)
- 1987 Operació 20 tigres (amb J.J. Sarto)
- 1987 Mar negre, mar mort (amb J.J. Sarto)
- 1987 Operació Moby Dick (amb J.J. Sarto)
- 1987 No demanis llobarro fora de temporada (amb J. Ribera), sèrie Flànagan
- 1990 Tots els detectius es diuen Flanagan (amb J. Ribera)
- 1992 Drac de paper
- 1993 El cau dels mil dimonis
- 1993 No te'n rentis les mans, Flanagan (amb J. Ribera), sèrie Flanagan
- 1994 Flanagan de luxe (amb J. Ribera)
- 1995 Alfagann és Flanagan (amb J. Ribera), sèrie Flanagan
- 1995 Zero a l'esquerra
- 1995 Pops en un garatge
- 1995 L'amic Malaspina
- 1996 Au, emboliquem la troca! (traducció de "Ideas de bombero")
- 1997 El carter truca mil vegades
- 1997 Flanagan Blues Band (amb J. Ribera)
- 1998 Em diuen Tres Catorze
- 1998 Ideas de bombero
- 1998 El vell que jugava a matar indis
- 1998 Flanagan 007 (amb J. Ribera)
- 1999 Tres Pi erra
- 2000 El tercer de Tres
- 2000 Només Flanagan (amb J. Ribera)
- 2002 Els vampirs no creuen en Flanagans (amb J. Ribera)
- 2003 El diable en el joc de rol
- 2004 El diari vermell d'en Flanagan (amb J. Ribera)
- 2005 Jo tampoc em dic Flanagan (amb J. Ribera)
- 2005 Xats (Estrella Polar)
- 2007 La nit que Wendy va aprendre a volar, Edicions Bromera, col·lecció Espurna, 80.
- 2008 GEN, Abacus.
- 2009 Flanagan Flashback. Columna Jove
- 2009 Wendy ataca (Bromera)
- 2010 Wendy i l'enemic invisible (Bromera)
- 2013 Filles úniques (Cruïlla)
- 2013 Cicatrius de 1714, novel·la juvenil.[7][8] Premi Literari Ciutat de Badalona de Narrativa Juvenil 2013.[9][10]
- 2015 Els bessons congelats: Flanagan i Xarxenèguer Agència de Detectius SL (amb J. Ribera)
- 2016 Tres desitjos: com vaig conèixer el geni
- 2020 Em diuen tres catorze (Cruïlla)
- 2019 WHAPPS. Mira'm als ulls (Cruïlla)

### Narrativa per a nens i nenes
- 1991 El nen que sempre deia sí (Contes de sí 1)
- 1991 Ombres xineses (Contes de sí 2)
- 1991 El presoner de la fantasia (Contes de sí 3)
- 1991 La mamà invisible (Contes de sí 4)
- 1992 La nena que sempre deia no (Contes de sí 5)
- 1992 El nen que era molt home (Contes de sí 6)
- 1992 El nen que tenia massa germà (Contes de sí 7)
- 1992 Només sóc una nena, sabeu? (Contes de sí 8)
- 1993 La guerra dels minúsculs
- 1994 Tot es trenca (Contes de sí 9)
- 1994 El Bruixot No (Contes de sí 10)
- 1995 El llibre de llum
- 1996 El gos del senyor Gris Marengo (Contes de sí 11)
- 1996 Ai, que em faig pipí! (Contes de sí 12)
- 1996 Els caçadors de pumes
- 2000 Com vam caçar l'Home del Sac (il·lustracions d'Alfons López)
- 2000 Com vam caçar Dràcula (il·lustracions d'Alfons López)
- 2000 Com vam caçar l'Home Llop (il·lustracions d'Alfons López)
- 2001 Com vam caçar el monstre de Frankenstein (il·lustracions d'Alfons López)
- 2002 El secret de l'astrònom (Cruïlla)
- 2003 El gas de la ximpleria (Cruïlla)
- 2005 El secret de Zacarias Blatt (Cruïlla)
- 2014 L'enveja (Baula)
- 2014 En Joan té vergonya (Baula)
- 2015 La Neus està gelosa (Baula)
- 2015 La Jana està alegre (Baula)
- 2015 En Roger i l'Adrià se senten culpables (Baula)
- 2022 Una noia disfressada de clarinet (Bira Biro)

### Llibre de relats col·lectiu
- 2003 Tancat per vacances (amb Sebastià Alzamora, Lluís Calvo, Miquel de Palol i Muntanyola, Gemma Lienas, Isabel Olesti, Eva Piquer, Maria Mercè Roca, Care Santos i Lluís Maria Todó)

### Còmic
- 2011 Máxima discreción. Dibuix d'Alfons López. ISBN 978-84-9885-676-7.

### Assaig
- 2012 Com escric: Les regles del joc
- 2016 De moment, tot va bé (Autobiografia. Premi Gaziel de Biografies i Memòries 2015)

## Premis literaris[calcitació]
- 1989 Premio Nacional de Literatura Infantil y Juvenil per "No demanis llobarro fora de temporada".
- 1992 Deutsche Krimi Preis International (Premi a la millor novel·la policíaca publicada a Alemanya) per Si és no és
- 1989 Premi Hammett (concedit per l'Associació Internacional d'Escriptors Policíacs) per Barcelona Connection
- 1993 Premi Hammett per L'home que tenia raor
- 1994 Premi Columna Jove per Flanagan de luxe
- 1998 Premi de la Crítica Serra d'Or per Flanagan Blues Band
- 1999 Premi Ramon Muntaner per Veritats a mitges"
- 2000 Premi Ateneo de Sevilla per Bellíssimes persones.
- 2001 Premi Sonrisa Vertical per Espera, ponte así
- 2001 Premi del col·legi de detectius de Catalunya a la totalitat de l'obra
- 2002 Premi Alandar per El diable al joc de rol.
- 2003 Premi Columna per Amb els morts no s'hi juga
- 2004 Premi Edebé de Literatura Juvenil per Els amos del paradís
- 2006 Premi Bancaixa de Narrativa Juvenil de l'Ajuntament d'Alzira per La nit que Wendy va aprendre a volar[11]
- 2006 Premi Alfons el Magnànim de la Diputació de València per De tot cor
- 2006 Premi Marca de novel·la esportiva per Hat Trick.
- 2011 Premi Sant Joan Unnim de literatura per Cabaret Pompeya.[12]
- 2012 Premi Crims de Tinta per Societat Negra
- 2013 Premi Ciutat de Badalona de Narrativa juvenil per Cicatrius de 1714
- 2013 Premi de Novel·la Ciutat d'Alzira per Les escopinades dels escarabats[13]
- 2015 Premi Gaziel de Biografies i Memòries per De moment, tot va bé (Autobiografia)